# Vidal Blanc

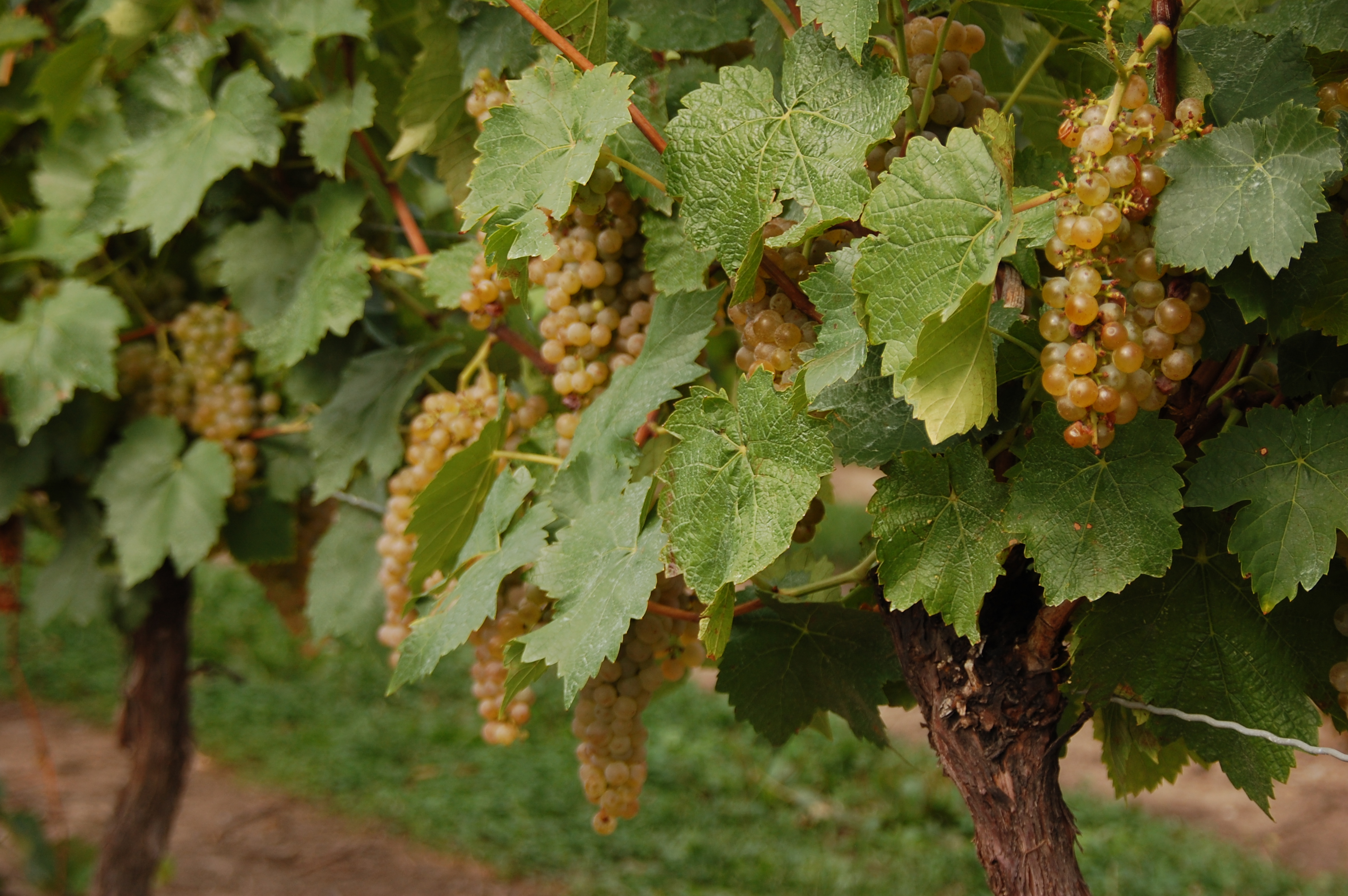
Vidal Blanc-druif

Vidal Blanc is een witte Frankrijk hybride-druivensoort die ontstaan is uit kruisingen met Ugni Blanc en Rayon d'Or (Seibel 4986). Deze druif is in staat om in een kouder klimaat veel suiker aan te maken in combinatie met een goede zuurbalans.
In de dertiger jaren van de vorige eeuw is de Vidal blanc ontwikkeld door de Franse kweker Jean Louis Vidal. Aanvankelijk was zijn doel een druif voor wijn te creëren waaruit later Cognac zou kunnen worden gedestilleerd. Vanwege de winterhardheid wordt de druif vooral toegepast in Canada en de Verenigde Staten. De druif is ook enigszins resistent tegen meeldauw.
Wijn van de Vidal Blanc is fruitig met tonen van tropisch fruit. Ten gevolge van de hoge zuurgraad en fruitigheid is zij zeer geschikt voor zoete dessertwijn en dankzij de taaie schil nog eens bijzonder voor de productie van IJswijn, met name in het Grote Merengebied van Noord-Amerika.